# James Logan (mingo)

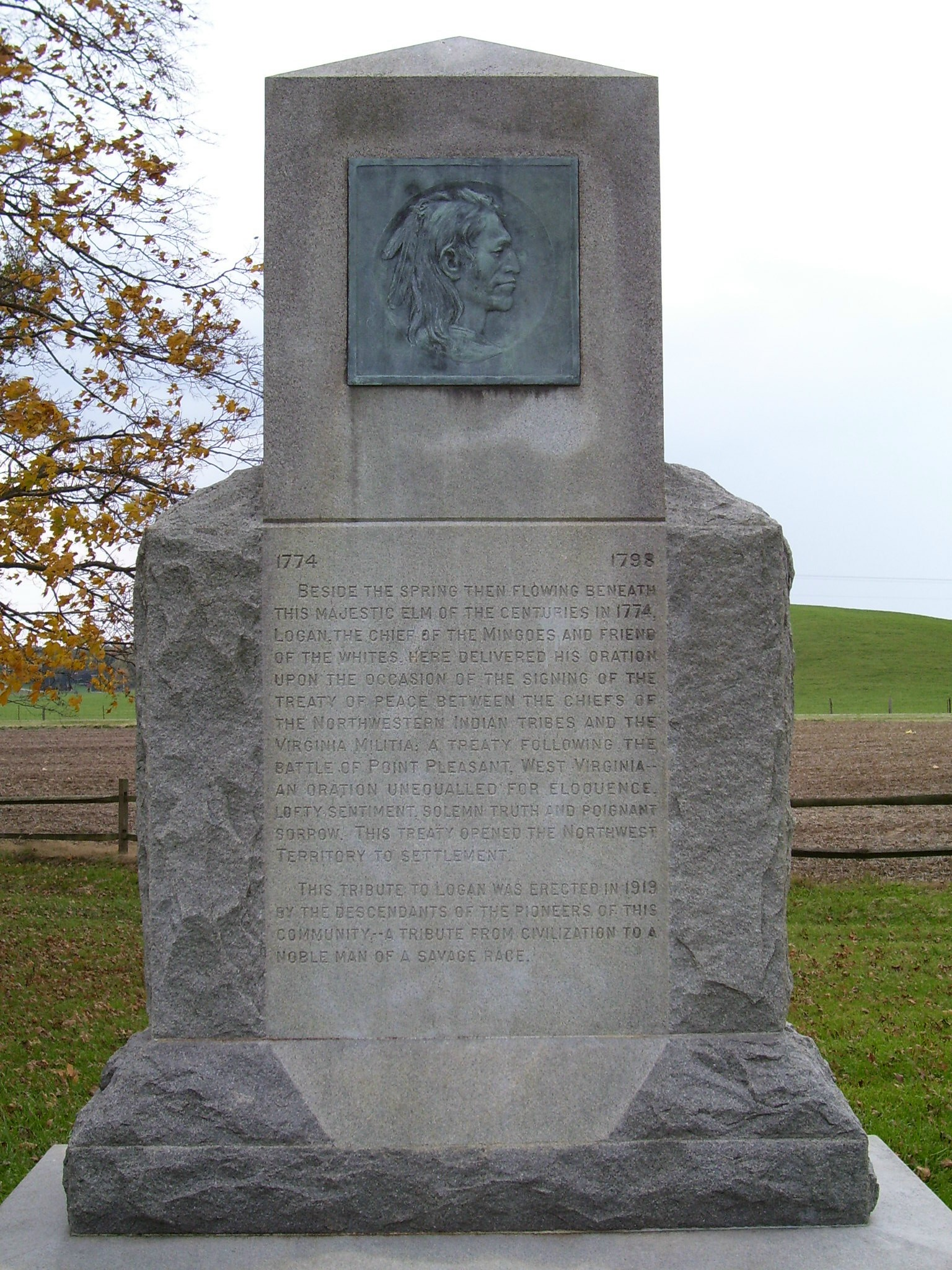
Monumento a James Logan.

Soyechtowa o Tocaniadorogon, más conocido como James Logan (c. 1725-1780) fue un amerindio de un grupo emigrante de los iroqueses, conocido como mingo. 
Creció en armonía con los colonos europeos que arribaron al territorio; de hecho, el cuáquero James Logan le educó y dio su nombre. Prestó colaboración, además, en la Revolución estadounidense del lado de los británicos. Logan el Mingo, como era conocido, se trasladó con su familia a Yellow Creek en 1774 en el entonces conocido como territorio del Ohio. Allí, en la localidad de Wheeling, los nativos se toparon con un grupo de colonos al mando de Michael Cresap que intentaban eliminarlos, pero fueron persuadidos de ello por el mismo Cresap. 
Cierto día, un grupo de hombres invitó a los nativos a una fiesta donde habría licor. Asistieron cuatro hombres, tres mujeres y una niña. Al momento de partir, uno de los milicianos disparó por la espalda al hermano de Logan que estaba entre los asistentes. Los demás acompañantes murieron, excepto la niña. Otros nativos que estaban en las cercanías intentaron huir pero fueron ejecutados. En la refriega también murió una hermana de Logan, quien no se encontraba en el lugar de los hechos. El incidente provocó una revuelta entre los amerindios. Logan —a quien se le adjudica haber cortado el cuero cabelludo de 13 a 70 individuos, dependiendo de las fuentes— se unió al jefe shawnee Cornstalk contra los vecinos británicos. La tragedia acaecida a este aborigen fue relatada por Thomas Jefferson en sus Notas del estado de Virginia, que se convirtió en una famosa alocución del siglo XIX.